# Mozestapijten
De Mozestapijten of wandtapijten met de geschiedenis van Mozes zijn een negendelige reeks van achttiende-eeuwse Brusselse wandtapijten. De tapijten werden ontworpen door Jan van Orley en Augustin Coppens, en werden geweven in de tapijtweverij van de familie Van der Borght in Brussel. De tapijten hebben als thema het leven van de profeet Mozes, zoals beschreven in de Hebreeuwse Bijbel. Meerdere exemplaren uit de serie bevinden zich onder andere in het stadhuis van Maastricht en in musea in Brussel, Neurenberg en Wenen.

## Geschiedenis

### De ontwerpers
Het ontwerp van de kartons voor de Mozestapijten was een samenwerkingsproject tussen de Brusselse kunstenaars Jan van Orley (1665-1735) en Augustin Coppens (1668-1740). Van Orley was een ver familielid van de bekende zestiende-eeuwse Brabantse schilder Bernard van Orley, die ook kartons ontwierp voor wandtapijten (zie o.a. Jachten van Maximiliaan). Jan van Orley werd in 1710 meesterschilder. Hij schilderde vooral religieuze taferelen en portretten, waarvan er zeer weinig bewaard zijn gebleven. Van zijn collega Agustin Coppens, die gespecialiseerd was in landschappen, bleef zelfs geen enkel schilderij bewaard. Wel zijn van beiden een groot aantal ontwerpen voor wandtapijten bekend, met name voor het familiebedrijf Van der Borght. Voor de Brusselse concurrent van Van der Borght, de firma Leyniers, vervaardigde het tweetal de cartons voor de tapijtenreeks Handelingen der apostelen.
Het leven van Mozes en de uittocht uit Egypte was geen nieuw onderwerp in de wandtapijtkunst. De manufactuur van Leyniers produceerde al in de zeventiende eeuw Mozestapijten, waarschijnlijk naar een ontwerp van de Fransman Charles Poerson (ca. 1609-1667). Andere illustere voorgangers waren Nicolas Poussin (1594-1665) en Charles Le Brun (1619-1690), wier ontwerpen omstreeks 1683 gebruikt werden door de beroemde Manufacture des Gobelins in Parijs voor een reeks Mozestapijten, genaamd Histoire de Moïse. Poussin was toen al bijna twintig jaar dood en het gebruik van zijn werk werd door sommige tijdgenoten bekritiseerd.
Het is niet onwaarschijnlijk dat Van Orley en Coppens bekend waren met laatstgenoemde serie, bijvoorbeeld door de in 1701 gepubliceerde illustraties ervan van de hand van Jans oudere broer Richard van Orley (1663-1732). Ook is het mogelijk dat ze deze Mozestapijten in Brussel hebben gezien bij de manufactuur van Leyniers, die toestemming had om de Parijse tapijten na te maken. Dit is vrijwel zeker het geval bij Het brandende braambos, dat min of meer gekopieerd is van Le Brun. Ook bij De dans om het gouden kalf zijn duidelijke overeenkomsten te zien. Daarbij moet worden aangetekend dat deze onderwerpen in de loop der eeuwen door kunstenaars al vele malen waren weergegeven, waarbij zich in de iconografie een zekere beeldtraditie had gevormd, waar men ongaarne van afweek. De zeventiende-eeuwse ontwerpen van Poussin en Le Brun hebben een heldere compositie, waarbij niet-functionele toevoegingen worden vermeden, geheel volgens de principes van het classicisme. De Brusselse tapijten onderscheiden zich van de Parijse door een zachter kleurenpalet en de toevoeging van een groot aantal nevenmotieven, zoals personages, voorwerpen en landschapselementen. Daarnaast vormt de Brusselse serie, vergeleken met de Parijse, meer een eenheid en telt de reeks drie extra tableaus.

### De producenten

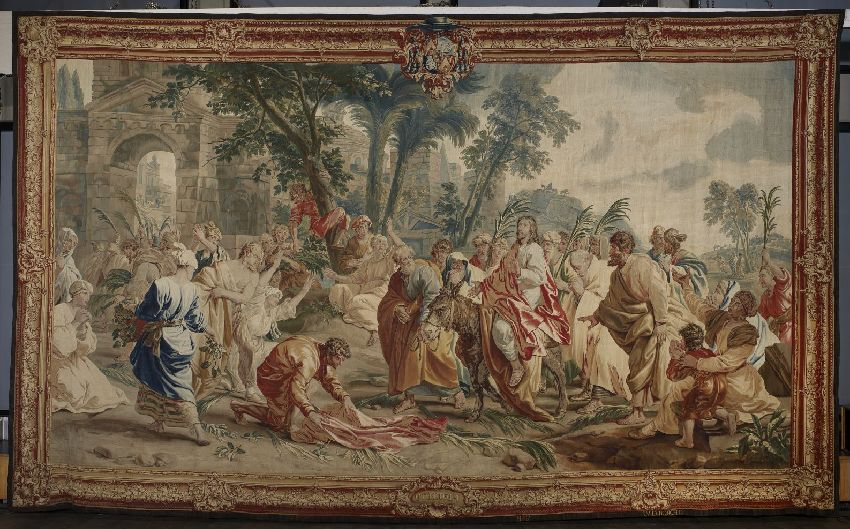
Wandtapijt De intocht in Jeruzalem (Jan van Orley & Jasper van der Borght, 1731) in de Sint-Salvatorskathedraal in Brugge

De productie van wandtapijten was in Brussel rond 1730 al over zijn hoogtepunt. Omstreeks 1760 zouden de tapijtweverijen (manufacturen) van Leyniers en Van der Borght de enige overgeblevene zijn. In de eerste helft van de achttiende eeuw produceerde het bedrijf vooral tapijtreeksen met mythologische onderwerpen, hoewel ook historische en religieuze onderwerpen onverminderd populair bleven. Zo werd ongeveer gelijktijdig met de Mozesserie een serie over het leven van Jezus in productie genomen, eveneens ontworpen door Jan van Orley en besteld door de Brugse bisschop Hendrik Jozef van Susteren voor het koor van de Sint-Salvatorskathedraal in Brugge. Een andere serie uit die tijd was bestemd voor de Keulse keurvorst Clemens August I van Beieren.
De door Van Orley en Coppens ontworpen Mozesserie bestond uit negen kartons, die exclusief bestemd waren voor de manufactuur van Van der Borght; geen enkele andere weverij heeft gebruik gemaakt van het ontwerp. Waarschijnlijk zijn de eerste series uitgevoerd door Jasper van der Borght (ca. 1675-1742). Enkele series zijn gesigneerd door Pieter van der Borght (1712-1763) of (Jan-)Frans van der Borght (ca. 1710-1772). De laatste tapijten zijn mogelijk nog na 1773 geweven door Jacob II van der Borcht (?-1794).
De Mozesserie kende een groot succes en werd minstens twaalf keer gereproduceerd, waarbij kopers niet verplicht waren om de gehele serie af te nemen. Ook kon een tableau op kleinere schaal worden geweven, of kon een deel van een tableau worden gebruikt, al naargelang de wensen van de koper en de afmetingen van de ruimte waar ze voor bestemd waren. Tapijten die 'vrij' tegen een wand kwamen te hangen werden meestal met boord geweven; indien ze bestemd waren om ingelijst te worden (bijvoorbeeld in een zaalbetimmering) werd de boord weggelaten.

### De kopers

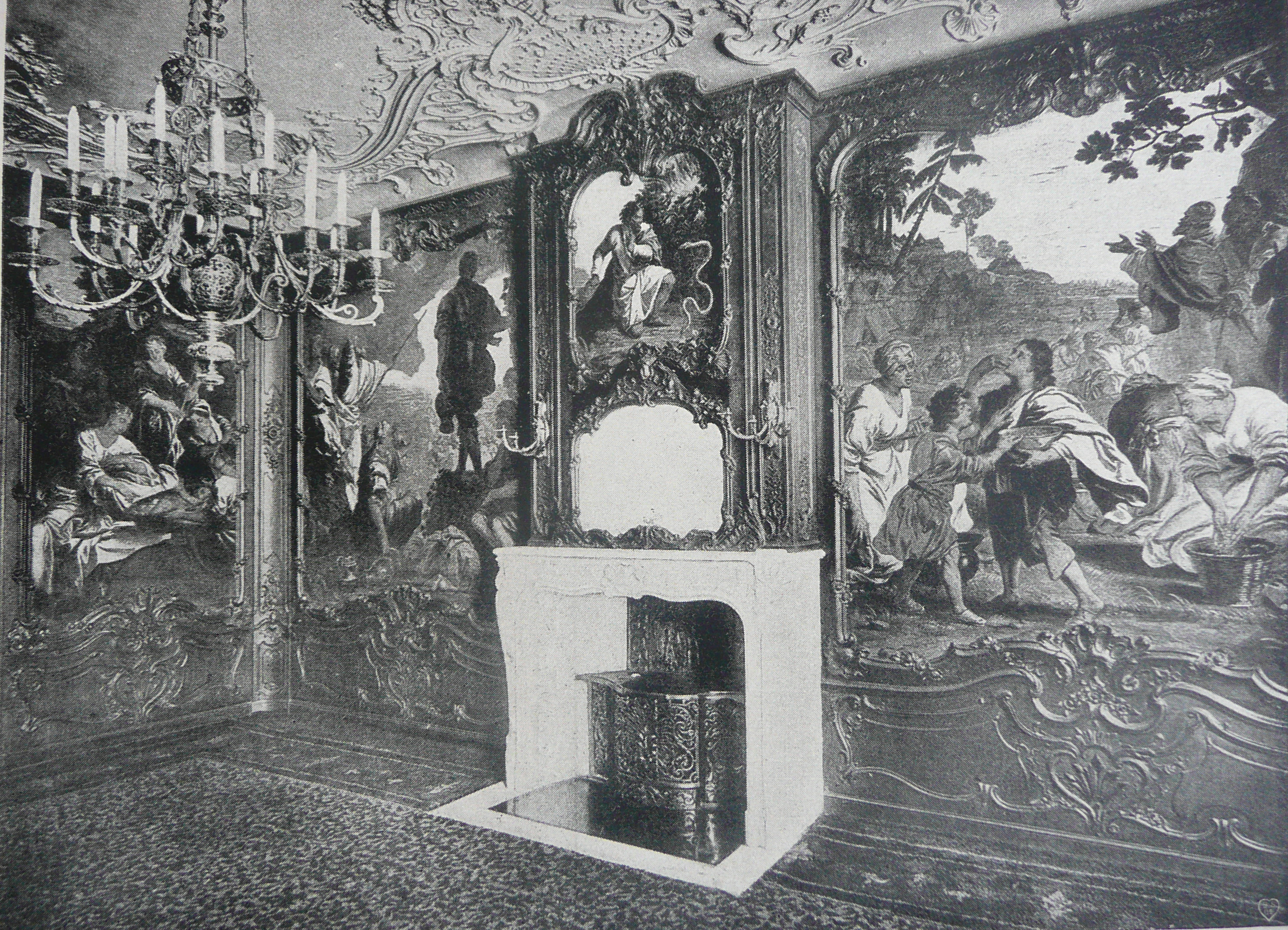
Vier Mozestapijten in de Kleiner Gobelinsaal van het Wespienhaus in Aken, ca. 1910 (zie ook afbeelding rechtsboven)

Mogelijk was de eerste editie van De geschiedenis van Mozes uit omstreeks 1730 bestemd voor de landvoogdes van de Oostenrijkse Nederlanden, Maria Elisabeth van Oostenrijk (1680-1741). In elk geval bewonderde de Duitse avonturier en mémoireschrijver Karl Ludwig von Pöllnitz de tapijten De aanbidding van het gouden kalf en Mozes ontvangt de wetstafels bij haar ten paleize in juni 1732. Deze tapijten maken tegenwoordig deel uit van de collectie van circa achthonderd wandtapijten van het Kunsthistorisches Museum in Wenen. Mogelijk is dit de enige complete serie Mozestapijten ter wereld.
Het stadhuis van Maastricht bezit vijf tapijten uit de serie, door Jasper en Jan-Frans van der Borght in 1737-1738 geweven in opdracht van het stadsbestuur (zie hieronder). Een serie van zes tapijten bevond zich oorspronkelijk in het door Johann Joseph Couven ontworpen stadspaleis van de rijke lakenfabrikant Johann von Wespien (1700-1759), het Wespienhaus in Aken, dat tot aan de verwoesting tijdens de Tweede Wereldoorlog beschouwd werd als het mooiste huis van die stad. Een deel van het interieur werd gered, waaronder de wandtapijten met bijbehorende omlijsting. Deze bevinden zich thans in het Germanisches Nationalmuseum in Neurenberg, waar een stijlkamer is ingericht, het zogenaamde "Aachener Zimmer", dat de oorspronkelijke inrichting benadert. Enkele tapijten uit deze serie dateren uit 1737; andere van na 1743. Een bijna complete serie van zeven tapijten bevond zich in de collectie van de Generale Maatschappij van België in Brussel. Mogelijk zijn dit de tapijten (vóór 1742 geweven voor een onbekende opdrachtgever) die thans in het Museum Kunst & Geschiedenis te Brussel hangen.

## Een voorbeeld: het stadhuis van Maastricht

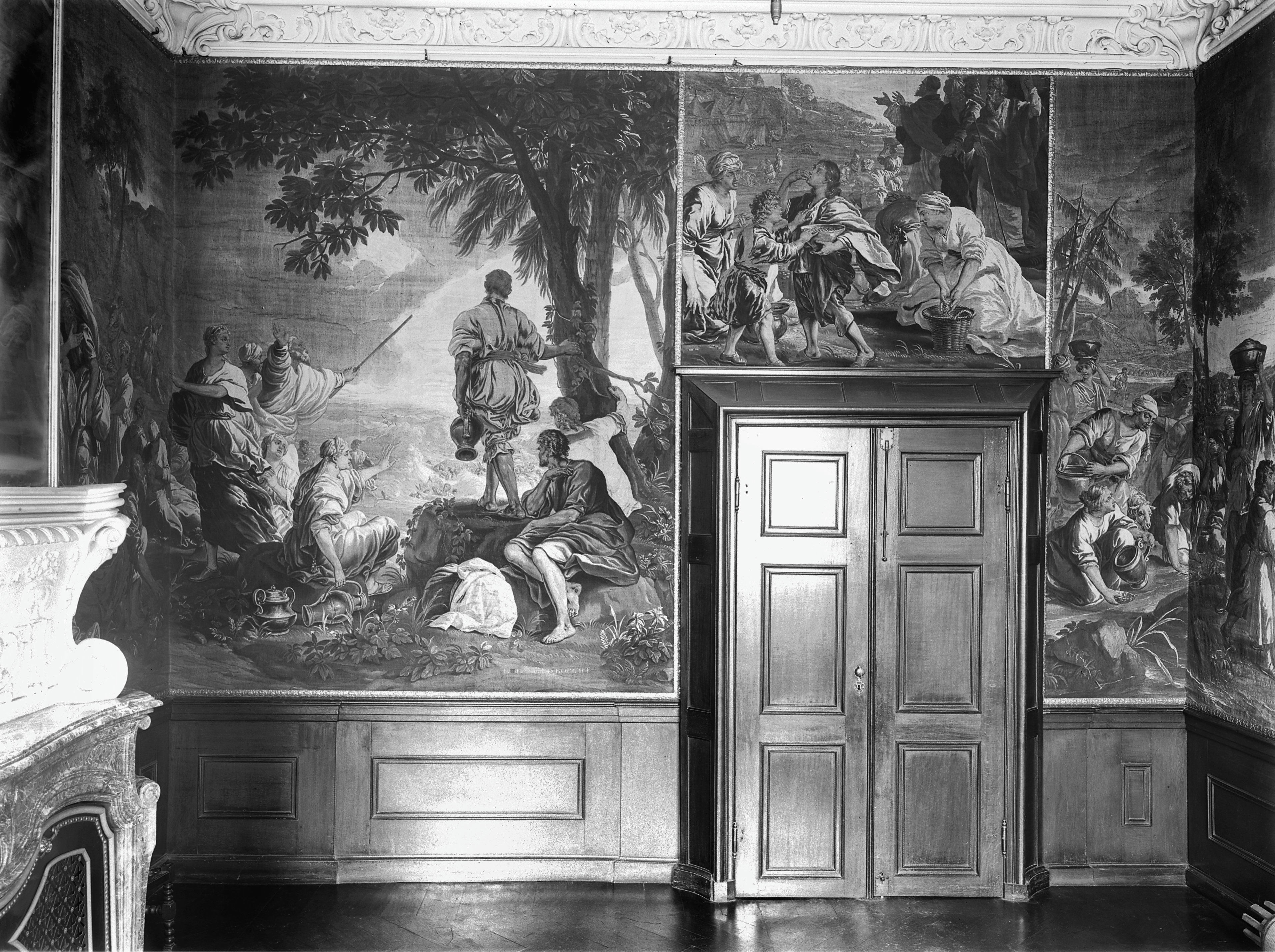
Stadhuis van Maastricht: Prinsenkamer met drie van de vijf Mozestapijten

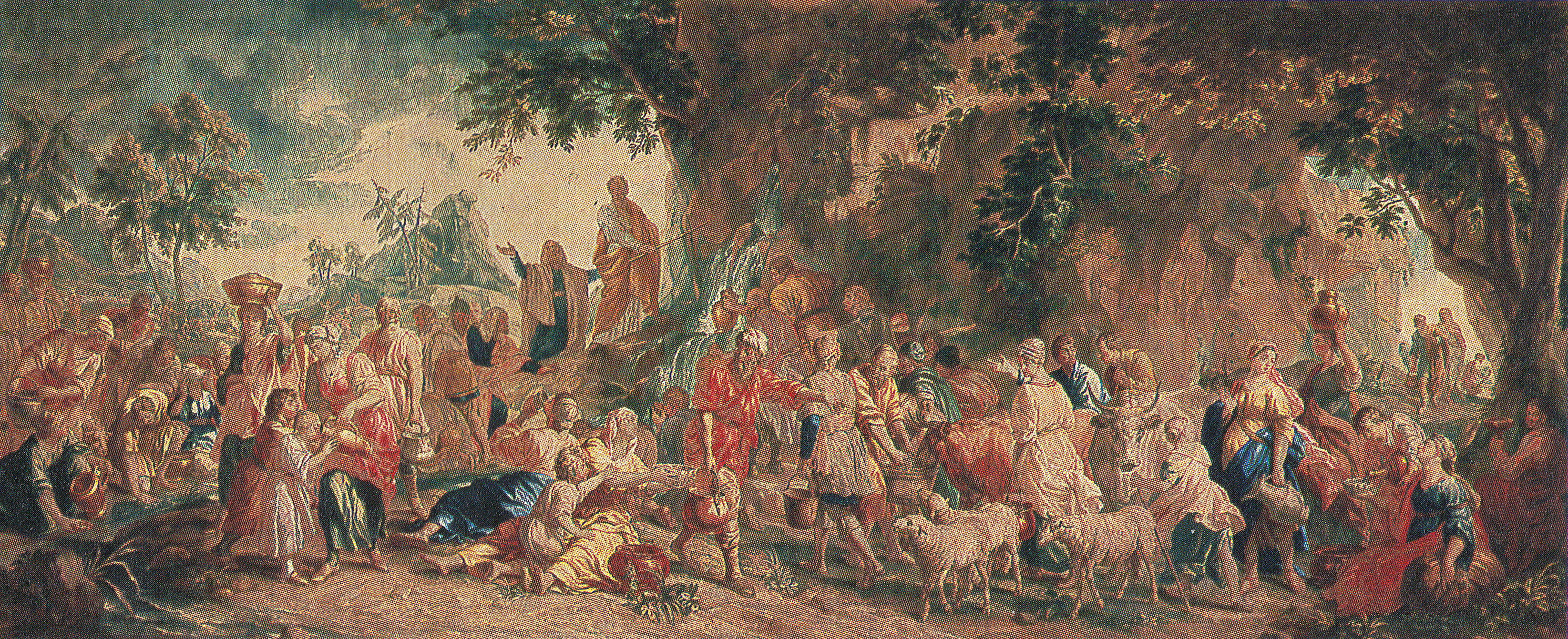
Mozes slaat het water uit de rots, dat drie wanden in de Prinsenkamer (deels) beslaat

In de jaren dertig van de achttiende eeuw was het Maastrichtse stadsbestuur druk doende om het vrij sobere interieur van het door Pieter Post ontworpen stadhuis van Maastricht te verfraaien. Vooral de burgemeester van Brabantse zijde, Godert van Slijpe (1698-1753), zette zich hiervoor in. De meest representatieve kamer, de Prinsenkamer, kwam het laatst aan de beurt. Hier zetelden eenmaal in de twee jaar gedurende enkel maanden de commissarissen-deciseurs, de afgezanten van de prins-bisschop van Luik en de Staten-Generaal der Nederlanden, die in Maastricht onder andere nieuwe bestuurders aanstelden en toezicht hielden op de magistraat in de tweeherige stad. In de Prinsenkamer werden tevens belangrijke gasten ontvangen, zoals in 1717 tsaar Peter de Grote. Men begon met het vernieuwen van het stucplafond (door Tomaso Vasalli), het vervangen van de schoorsteenmantel door een marmeren ("a la moderne") en het bestellen van een nieuw vloerkleed ("een schoon Turcs Tapijt"). De verduretapijten uit 1705 die destijds in de Prinsenkamer hingen, vond men niet meer voldoen – men wenste een "aensienlijker tapijt" – en de dertig jaar oude tapijten verhuisden naar een andere kamer.
In 1737 werd de befaamde Brusselse tapissier Frans van der Borght naar Maastricht ontboden. Blijkbaar verliepen de besprekingen naar wens, want op 1 juni 1737 werd het contract getekend. Van der Borght verplichtte zich tot het leveren binnen een jaar van "een Camer Tapijten bestaende in vijf stucken representerende d'historie van Moijses" tegen een overeengekomen prijs van "21 gld d'elle wisselg: bedraght t'saeme de som van ƒ 2863–5". Een derde deel van dat bedrag zou als voorschot worden betaald, een derde halverwege en de rest bij levering. Ook de reiskosten van Van der Borght, die tweemaal naar Maastricht kwam, en de transportkosten, onder andere de kratten waarin de tapijten verpakt werden, waren voor rekening van het stadsbestuur. De laatste betaling vond omstreeks 9 juni 1738 plaats. De tapijten waren op maat gemaakt voor de blinde muren van het vertrek en de ruimtes tussen deuren en ramen, waarbij men niet schroomde om de grotere tapijten een 'hoek te laten maken'. Het grootste tapijt, Mozes slaat het water uit de rots, besloeg zelfs drie (delen van) wanden. Omdat ze als vaste wandbespanning binnen een vergulde lijst werden opgehangen, waren ze zonder boord gemaakt. Het manna diende als supraporte en De vinding van Mozes op de Nijl als entre-fenêtre, waarvoor in beide gevallen slechts een deel van het patroon werd gebruikt. De dans om het gouden kalf moest worden ingesneden vanwege een tussendeur.
Blijkbaar werd het bijbelse thema van de wandtapijten als neutraal ervaren; het riep in elk geval geen weerstand op, noch bij de Luiks-katholieke, noch bij de Brabants-protestantse leden van de magistraat. Mogelijk moest het de commissarissen-deciseurs herinneren aan de ernst van hun taak als wetgevers en rechtsprekers. De tapijten werden in de jaren 1945-1961 onder leiding van mej. dr. G.T. van Ysselsteyn gerestaureerd en schoongemaakt in de Werkplaats tot Herstel van Antieke Textiel in Haarlem. Ze werden daarna vrij hangend opgehangen, dus niet meer ingelijst. Bij de restauratie van het stadhuis van 2014-2017 werden de tapijten tijdelijk verwijderd.

## Beschrijving
De complete wandtapijtserie De geschiedenis van Mozes bestaat uit negen wandtapijten, die alle verband houden met het leven van de profeet Mozes, zoals beschreven in het Oude Testament..
| Afbeelding | Titel                                            | Bijbeltekst      | Datering      | Formaat                                | Collectie |
| ---------- | ------------------------------------------------ | ---------------- | ------------- | -------------------------------------- | --- |
|            | De vinding van Mozes op de Nijl                  | Exodus 2: 5-9    | ca. 1732-1845 | ca. 123 × 352 cm (Maastricht)          | · Kunsthistorisches Museum, Wenen · Stadhuis van Maastricht                                                             |
|            | Het brandende braambos                           | Exodus 4: 4      | ca. 1732-1845 |                                        | · Kunsthistorisches Museum, Wenen · Germanisches Nationalmuseum, Neurenberg                                             |
|            | De doortocht van de Rode Zee                     | Exodus 14: 27-29 | ca. 1732-1845 | ca. 489 × 352 cm (Maastricht)          | · Kunsthistorisches Museum, Wenen · Germanisches Nationalmuseum, Neurenberg · Stadhuis van Maastricht · privé-collectie |
|            | Het manna                                        | Exodus 16: 16-17 | ca. 1732-1845 | ca. 205 × 155 cm (Maastricht)          | · Kunsthistorisches Museum, Wenen · Germanisches Nationalmuseum, Neurenberg · Stadhuis van Maastricht                   |
|            | De strijd tegen de Amalekieten                   | Exodus 17: 8-11  | ca. 1732-1845 |                                        | · Kunsthistorisches Museum, Wenen · Germanisches Nationalmuseum, Neurenberg                                             |
|            | De dans om het gouden kalf                       | Exodus 32: 19    | ca. 1732-1845 | ca. 605 × 350 cm (Galerie Petit, 1919) | · Kunsthistorisches Museum, Wenen · Stadhuis van Maastricht                                                             |
|            | De heffing voor de bouw van de tabernakel        | Exodus 35: 4-29  | ca. 1732-1845 |                                        | · Kunsthistorisches Museum, Wenen · Germanisches Nationalmuseum, Neurenberg                                             |
|            | De terugkeer der verspieders uit het land Kanaän | Numeri 13: 26    | ca. 1732-1845 |                                        | · Kunsthistorisches Museum, Wenen · Museum Kunst & Geschiedenis te Brussel                                              |
|            | Mozes slaat het water uit de rots                | Numeri 20: 11    | ca. 1732-1845 | ca. 845 × 352 cm (Maastricht)          | · Kunsthistorisches Museum, Wenen · Stadhuis van Maastricht                                                             |